# الأنثروبولوجيا الجنائية

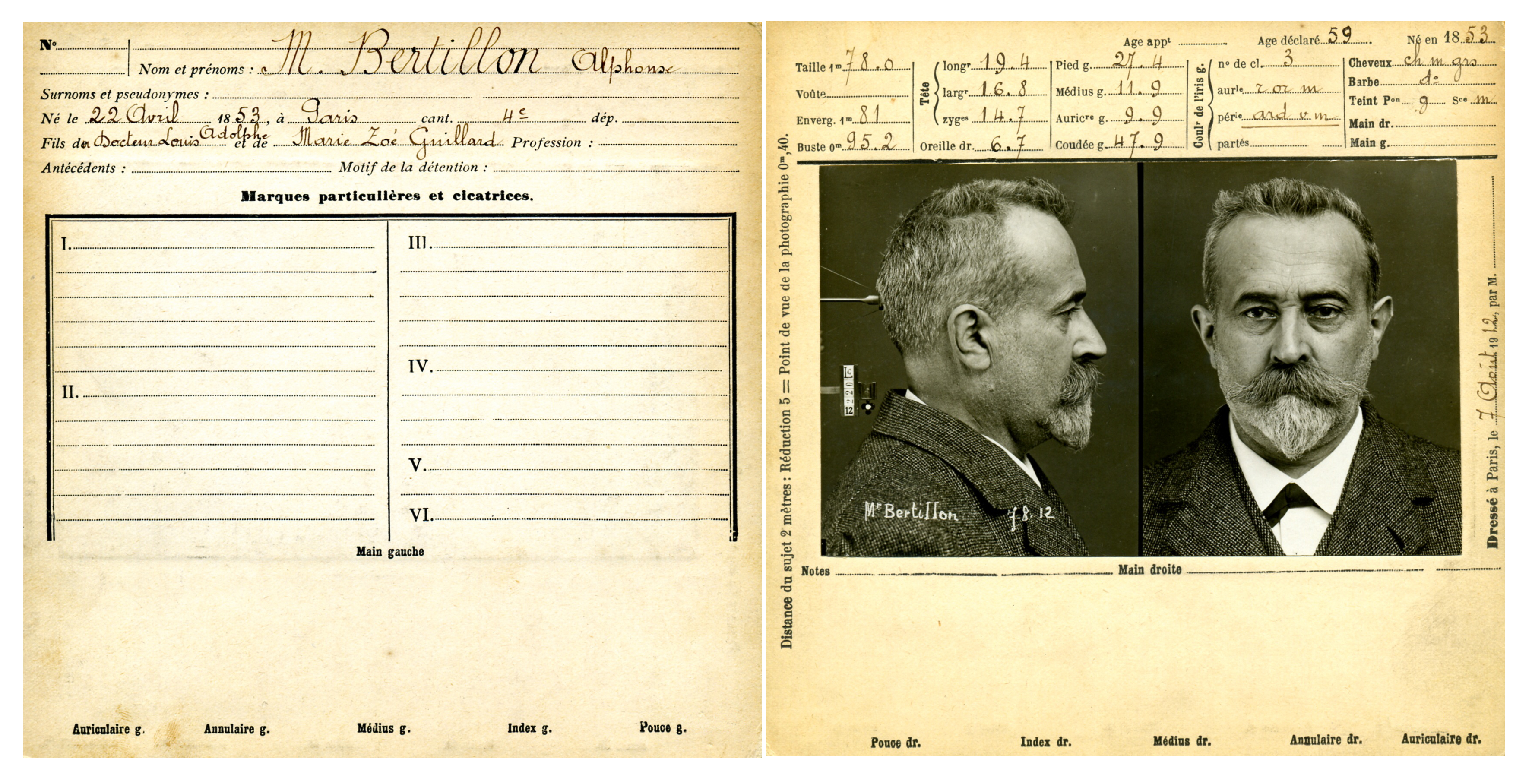
ورقة بيانات لعلم الاجرام الانثروبولوجي

علم الاجرام الأنثروبولوجي (يشار إليه أحيانًا باسم الأنثروبولوجيا الإجرامية، وهو عبارة عن مزيج من دراسة الأنواع البشرية ودراسة المجرمين) هو مجال لتنميط الجاني، بناءً على الروابط المتصورة بين طبيعة الجريمة والشخصية أو المظهر الجسدي للجاني. على الرغم من أن مصطلح «الأنثروبولوجيا الاجرامية» مشابه لعلم الفراسة وأيضا علم فراسة الدماغ، إلا أنه مخصص عمومًا لأعمال المدرسة الايطالية لعلم الاجرام في أواخر القرن التاسع عشر (طور تشيزرى لومبروزو، إنريكو فيري، رافاييل جاروفالو ولورنزو تينشيني). اعتقد لومبروزو أن المجرمين ولدوا مع اختلافات فسيولوجية متدنية يمكن اكتشافها. قام بتعميم فكرة «المجرم المولود» واعتقد أن الإجرام هو حالة من التذبذب أو التصرف الوراثي. كانت فكرته المركزية هي تحديد موقع الجريمة تمامًا داخل الفرد وفصلها عن الظروف والهياكل الاجتماعية المحيطة. مؤسس المدرسة الوضعية لعلم الجريمة، عارض لومبروزو الوضعية الاجتماعية التي طورتها مدرسة شيكاغو وعلم الاجرام البيئي.

## نشأة علم الأنثربولوجيا ومراحل تطوره
يعتبر هذا العلم من أقدم العلوم على وجه الأرض، وابتدأ عن طريق النظر والتأمل. على سبيل المثال يقال إنّ المؤرخ الإغريقي هيرودوتس هو «أبو الأنثربولوجيا» لدقته العالية في وصف أجساد (السينيين) وتكوينها، وكذلك وصفه قدماء المصريين وغيرهم. أمّا الروماني «تاسيتس» فقد كتب دراسة مشهورة عن (القبائل الجرمانيّة).
علم الأنثربولوجيا كعلم مدرّس هو حديثٌ نسبيّاً، بدأ التدريس به منذ قرنٍ ونيّف، وتعدّ نهاية القرن الثامن عشر نقطة البداية لهذا العلم، وفي القرن التاسع عشر بدأت كتب الأنثربولوجيا القديمة في الظهور في أمريكا وأوروبا، كما ظهرت في الوقت ذاته المدارس التي تعنى بهذا العلم، كـ «المدرسةِ التطوريّة» ومدرسة «القانون المقارن».
ومن الأسماء الضخمة والتي ساهمت بإثراء هذا العلم وتدريسه (جيمس فريزر)، و (راد كلف براون)، و (مالينوفسكي)، و (البرت سميث) وغيرهم من عباقرة الأنثربولوجيا، بالإضافة إلى مؤلفات ضخمة بهذا الشأن ومدارس مهمة أثرَتْ هذا العلم وجعلته من أهم العلوم التي تدرّس.

## أبرز الدعاة للمدرسة الايطالية للأنثروبولوجيا الجنائية
تشيزري لومبروزو
كان طبيبًا إيطاليًا وُلد في فيرونا، بيدمونت (1835)، مع اهتمام بدراسة السلوك البشري. في سن ال 20 أراد أن يظهر أن الذكاء كان غريبًا على النساء.
درس الطب في جامعة بافيا، لكنه في النهاية تخرج كجراح طبي في جامعة فيينا. كانت أطروحته الدكتوراه دراسة عن الطقوس في لومبارديا'.
في عام 1871، أثناء مراقبة جمجمة مجرم يدعى فيليلا، حدد العديد من الحالات الشاذة في هذه الجريمة. ومنذ تلك اللحظة، اعتبر أن السلوك الإجرامي يتأثر ببعض التشوهات القحفية وأن هذه التشوهات لها أوجه تشابه مع بعض الأنواع الحيوانية.
لم تكن فكرة لومبروزو هي تأسيس نظرية جنائية وراثية بل إيجاد معيار أو نمط تفاضلي بين الجاني والمريض العقلي. ومع ذلك، مع هذا الاكتشاف - الذي غير حياته - بدأ دراساته حول الأنثروبولوجيا الإجرامية، كما عمد بنفسه.
نظرًا لكونه مدير لجوء ما بين عامي 1871 و 1872، درس الاختلافات بين المجرمين والعاطفين عن العمل. نشر له ذكريات الاصابات الجنائية، حيث أثبت أن المجرم هو في الواقع مريض يعاني من تشوهات دقيقة في الجمجمة.
مصحات للمجرمين
يعتقد لومبروزو أن المرضى العقليين يجب ألا يكونوا في السجون بل في المعاهد التي تستهدفهم حصريًا. بالنسبة له، لا ينبغي أن يكون المجرمون في السجون، لكن يجب أن يتم احتجازهم في أماكن للمجرمين.
في 15 أبريل، 1876، نشر أطروحة أنثروبولوجية تجريبية للرجل المنحرف. سيتم اعتبار هذا التاريخ رسميًا بمثابة الميلاد الرسمي لعلم الإجرام كعلم.
في عام 1878 افتتح دورة مجانية في الطب النفسي والأنثروبولوجيا الجنائية. كان هذا هو النجاح الذي ترك طلاب الجامعة دراساتهم للتسجيل وحضور الدورة. المؤسسان الآخران للأنثروبولوجيا الإجرامية، إنريكو فيري ورافائيل غاروفالو، أصبحا طلابه في عام 1879.
في هذه السنة نفسها، وُلدت المدرسة الإيجابية رسمياً «أرشيف الأنثروبولوجيا الجنائية للطب النفسي».
يعتقد لومبروزو أن هناك «نوعًا إجراميًا»، نتيجة لعوامل وراثية بدلاً من البيئة. تم رفض أفكاره في البداية ولكن تم تطبيقها بنجاح في علاج الجنون الإجرامي.
إنريكو فيري
كان فيري إيطاليًا أيضًا. في عام 1882 نشر كتابه الذي يحمل عنوان الاشتراكية والإجرام. في السابق، حاول في أطروحته إظهار أن الإرادة الحرة ليست مجرد خيال؛ لهذا السبب، يجب استبدال المسؤولية الأخلاقية بالمسؤولية الاجتماعية.
قام بإدارة «مدرسة انفاذ القانون الجنائي»، الذي قدم دورة حول الإجرام مقسمة إلى أربع وحدات: الجاني، الجريمة، العقوبات والإجراءات.
لقد كرس جهوده لضمان أن يكون للتشريع الإيطالي قانون جنائي إيجابي. لهذا، في عام 1921 قدم مشروع قانون قدمته لجنة ترأسه.ومع ذلك، بسبب الوضع السياسي، لم تتم الموافقة عليه حتى عام 1930، عندما توفي بالفعل.
رافائيل غاروفالو
كان غاروفالو أيضًا جزءًا من المدرسة الإيجابية، حيث نشر العديد من الكتابات التي ستكون بمثابة دعم اجتماعي وتوجيه قانوني للمدرسة الجديدة. في هذه أسس مفاهيم مثل الخطر والوقاية الخاصة والعامة.
كان أهم أعماله الكتاب «علم الجريمة». وكان غيرها من أعماله الأكثر تميزا دراسات حديثة عن العقوبة والمعيار الإيجابي للعقوبة.
كان المؤلف قلقًا بشأن التطبيق العملي لنظرية الإجرام على المستوى التشريعي والقضائي. ثبت أنه سيتم تطبيق العقوبات وفقًا لتصنيف الجاني وليس الجريمة المرتكبة.
عارض غاروفالو الحتمية المطلقة لزملائه، الذين كان معهم اختلافات فلسفية ملحوظة؛ كان مؤيدًا لعقوبة الإعدام.

## علاقة الأنثروبولوجيا بعلم النفس
يعتبر العنصر البشري حلقة الوصل بين الأنثروبولوجيا وعلم النفس، إذ يركز الأخير على دراسة الإنسان من مختلف الجوانب الشخصية له سعياً في الوصول إلى مجموعة من الحقائق التي تتفاوت في صفتها، سواء كانت عامة أم مطلقة، لذا لا بد له من دراسة الجانب النفسي للإنسان والخصائص الجسمية الموروثة وبالتالي إيجاد العلاقة بينهما ورصد العوامل السلوكية لدى الفرد، لذلك يسعى النفسانيون سعياً دؤوباً في التركيز على أهمية مختلف العوامل الجسمانية.
أما فيما يتعلق بالأنثربولوجيا فإنّها بمثابة وصف للعلم المهتم بدراسة الإنسان من النواحي السلوكية وتطوره وأنماط الحياة فيها، بذلك فإنّ سلوك الإنسان هو محط اهتمام علم النفس والأنثروبولوجيا معاً. إلّا أنّ علم النفس يهتم بالسلوك الفردي والأنثروبولوجيا تهتم بالسلوك الجماعي أو الإنساني العام، بالإضافة إلى دراسة السلوك الجماعي المنبثق من تراث الجماعة.
بناءً على ما تقدّم فقد توصّل العلماء إلى أنّ هناك علاقة وطيدة بين العلمين، حيث إنّ الفرد جزء لا يتجزأ من البيئة الاجتماعية إذ لا يمكن للإنسان العيش منفرداً دون التأثر بالبيئة المحيطة به والتأثير فيها، وبذلك فإنّ هناك مهام مشتركة بين الباحث الأنثروبولوجي وعالم النفس فهما يبحثان عن صفات محور الدراسة وموضوعها.

## علاقة الأنثروبولوجيا بعلم الاجتماع
هناك ثمة صلة من نوع ما، بين علم الاجتماع والأنثروبولوجيـا، بالنظر إلى أن كلا منهما يدرس الإنسان.
 ويتجاوز الترابط بينهما المعلومـات التي يهدف كلّ منهما الحصول عليها، إلى منهجية البحث مـن حيـث طريقتـه وأسلوبه، إلى حد تسمى الأنثروبولوجيا عنده، بعلم الاجتمـاع المقـارن، علـى الرغم أن أنّها تهتم بالجانب الحضاري للإنسان، بينما تقترب دراسة علـم الاجتماع من الأنثروبولوجيا الاجتماعية.
 علم الاجتماع يركّز في دراساته على المشكلات الاجتماعية في المجتمـع الواحد، كما يدرس الطبقات الاجتماعية في هذا المجتمع أو ذاك من المجتمعات الحديثة، ويندر أن يدرس المجتمعات البدائيـة أو المنقرضـة.
 بينمـا تركّـز الأنثروبولوجيا (علم الإنسان) في دراساتها، على المجتمعات البدائية / الأوليـة، وأيضاً المجتمعات المتحضرة / المعاصرة.
ولكن دراسة الأنثروبولوجيا للمجتمعات الإنسانية، تتركّز في الغالب على:
 التقاليد والعادات والنظم، والعلاقات بين الناس، والأنماط السـلوكية المختلفـة، التي يمارسها شعب ما أو أمة معينة.
 أي أن علـم الأنثربولوجيا الاجتماعية يدرس الحياة الاجتماعية (المجتمع ككلّ)، وينظر إليها نظرة شاملة، ويدرس البيئة العامة، والعائلة ونظم القرابة والدين،  بينمـا تكـون دراسة علم الاجتماع متخصصة إلى حد بعيد.
حيث يقتصر على دراسة ظواهر محددة أو مشكلات معينة، أو مشكلات قائمـة بـذاتها، كمشـكلات: الأسـرة والطلاق والجريمة، والبطالة والإدمان والانتحار.
 وإذا كان ثمة تباين أو اختلاف بين العلمين، فهو لا يتعدى فهـم الظـواهر الاجتماعية وتفسيراتها، وفق أهداف كلّ منهما.
 فبينما نجد أن الباحث فـي علـم الاجتماع، يعتمد على افتراضات نظرية لدراسة وضع المتغيرات الاجتماعيـة، ويحاول التحقّق منها من خلال المعلومات التي يجمعهـا بواسـطة اسـتبيان أو استمارة خاصة لذلك، نجد – في المقابل – أن الباحث الأنثروبولوجي، يعتمـد تشخيص الظاهرة استناداً إلى فهم الواقع كما هو، ومن خلال الملاحظة المباشرة ومشاركة الأفراد في حياتهم العادية .

## لقطة الكوب وبصمات الأصابع
من ناحية أخرى، أنشأ ألفونس بيرتيلون (1853-1914) نظاما يعرف بلقطة الكوب (صورة فوتوغرافية لشخص من الكتيفين إلى أعلى، وعادة ما يتم التقاطها بعد القبض على الشخص) ويستخدم هذا النظام لتحديد هوية المجرمين قبل اختراع البصمات. كما شارك هانز جروس (1847-1915)، العامل الرائد في مجال علم الإجرام أيضًا في تطوير النظرية .

## مجموعة داروين الاجتماعية
تأثرت نظرية علم الإجرام الأنثروبولوجي بشدة بأفكار تشارلز داروين 1809-1882 ومع ذلك، جاءت التأثيرات بشكل أساسي من الفلسفة المستمدة من نظرية التطور لداروين، وتحديداً أن بعض الأنواع كانت متفوقة أخلاقياً على الأنواع الأخرى. نشأت هذه الفكرة في الواقع عن طريق الداروينية الاجتماعية، لكنها مع ذلك شكلت جزءًا هامًا من علم الجريمة الأنثروبولوجي. واصل الداروينيون الاجتماعيون عمل تشيزرى لومبروزو في الولايات المتحدة بين عامي 1881 و1911

## النظرية
في القرن التاسع عشر، أجرى تشيزري لومبروزو وأتباعه عمليات تشريح لجثث المجرمين وأعلنوا أنهم اكتشفوا أوجه تشابه بين فيزيولوجيا أجساد البشر وتلك الخاصة بـ «البشر البدائيين» مثل القرود والقردة. تضمنت معظم أوجه التشابه هذه انحسار الجبهة، والطول، وشكل الرأس، والحجم: افترض لومبروزو نظرية «المجرم المولود» بناءً على هذه الخصائص الجسدية. علاوة على ذلك، أعلن أن الجانية كانت أسوأ من الذكر، حيث كانت لها خصائص ذكورية مميزة.
حدد لومبروزو 14 خاصية فسيولوجية يعتقد هو وأتباعه أنها شائعة في جميع المجرمين، وبعضها (على سبيل المثال لا الحصر): قصير أو طويل القامة بشكل غير عادي؛ رأس صغير لكن وجه كبير شفاه سمين، لكن شفة علوية رفيعة؛ نتوءات (نتوءات) على الرأس، في مؤخرة الرأس وحول الأذن؛ التجاعيد على الجبهة والوجه. تجاويف الجيوب الأنفية الكبيرة أو الوجه الوعرة. الوشم على الجسم انحسار خط الشعر؛ نتوءات على الرأس، خاصة فوق الأذن اليسرى؛ قواطع كبيرة حواجب كثيفة تميل إلى الالتقاء عبر الأنف؛ مآخذ كبيرة للعين، لكن عيون عميقة؛ أنف منقار أو مسطح خط فك قوي جبين صغير ومنحدر ذقن صغير أو ضعيف رقبة رقيقة أكتاف مائلة، لكن صدر كبير؛ آذان كبيرة بارزة أذرع طويلة عظام عالية؛ أصابع مدببة أو متعرجة.
نشر لومبروزو العديد من الأعمال المتعلقة بعمله، منها (الرجل الإجرامي) ، والمجرمة (الأصل بعنوان الإجرامية، والمرأة العادية) والرجل الإجرامي، وفقًا لتصنيف تشيزري لومبروزو .

## الرفض
خلال حياة لومبروزو، كان العالم البريطاني تشارلز بوكمان جورنج (1870-1919) يعمل أيضًا في نفس المنطقة، وخلص إلى أنه لا توجد فروق فسيولوجية ملحوظة بين الملتزمين بالقانون والمجرمين. بدأ موريس بارميلي، الذي يُنظر إليه على أنه مؤسس علم الجريمة الحديث في أمريكا، أيضًا في رفض نظرية علم الجريمة الأنثروبولوجي في عام 1911، مما أدى إلى انسحابها في نهاية المطاف من مجال البحوث الجنائية المقبولة.

## العصور الحديثة
على الرغم من الرفض العام لنظريات لومبروزو، لا يزال علم الجريمة الأنثروبولوجي يجد مكانًا من نوع ما في التنميط الجنائي الحديث. تاريخيًا (خاصة في الثلاثينيات) ارتبطت الأنثروبولوجيا الإجرامية إلى حد ما بعلم تحسين النسل لان فكرة وجود خلل فسيولوجي في الجنس البشري غالبًا ما ارتبطت بخطط لإزالة مثل هذه العيوب. عُثِر على هذا خصوصًا في أمريكا، مع حركة تحسين النسل الأمريكية بين عامي 1907 و1939، وقوانين مكافحة التجانس، وأيضًا في ألمانيا خلال الرايخ الثالث حيث قُتل 250.000 من الألمان المعوقين عقليًا .
الأنثروبولوجيا الجنائية، ودراسة وثيقة الصلة من الفراسة، وقد وجدت أيضا طريقها إلى دراسات علم النفس الاجتماعي وعلم النفس الشرعي. تجمع الدراسات حول طبيعة التوائم أيضًا بين جوانب الأنثروبولوجيا الإجرامية، حيث تكشف بعض الدراسات أن التوائم المتطابقة تشترك في احتمال حدوث أنشطة إجرامية أكثر من التوائم غير المتطابقة. توجد نظريات لومبروزو أيضا في دراسات استجابة الجلد الكهربائي و XYY متلازمة كروموسوم.